# Alfons Maria Mazurek
Blahoslavený Alfons Maria Mazurek, O.C.D., řeholním jménem Alfons Maria od Svatého Ducha (1. března 1891, Baranówka – 28. srpna 1944, Nawojowa Góra) byl polský katolický kněz a člen řádu Bosých karmelitánů.

## Život
Narodil se 1. března 1891 jako Józef Mazurek. Byl synem Wojciecha a Marianny Goździówe. Po ukončení menšího semináře bosých karmelitánů ve Wadowicích a místního gymnázia v roce 1908 vstoupil do noviciátu v Czernej a přijal jméno Alfons Maria od Svatého Ducha. Studoval teologii a filosofii v Krakově, Linci, Vídni a tam v katedrále svatého Štěpána přijal dne 16. července 1916 kněžské svěcení.
Byl profesorem a rektorem karmelitánského semináře a také ředitelem terciářů v klášteře ve Wadowicích. V roce 1930 byl jmenován převorem kláštera v Czernej. Roku 1936 se stal prvním vizitátorem karmelitánských terciářů v Polsku a roku 1937 pro ně napsal stanovy. Věnoval se rozvoji kostelních písní, některé nové také sám složil. Připravil pro tisk breviáře pro terciáře. Publikoval články v „Hlasu Karmelu”.
Byl zastřelen vojákem SS dne 28. srpna 1944 v Nawojowe Góre.

## Beatifikace
Blahořečen byl dne 13. června 1999 papežem sv. Janem Pavlem II. ve skupině 108 polských mučedníků doby nacismu.